# Schieferung

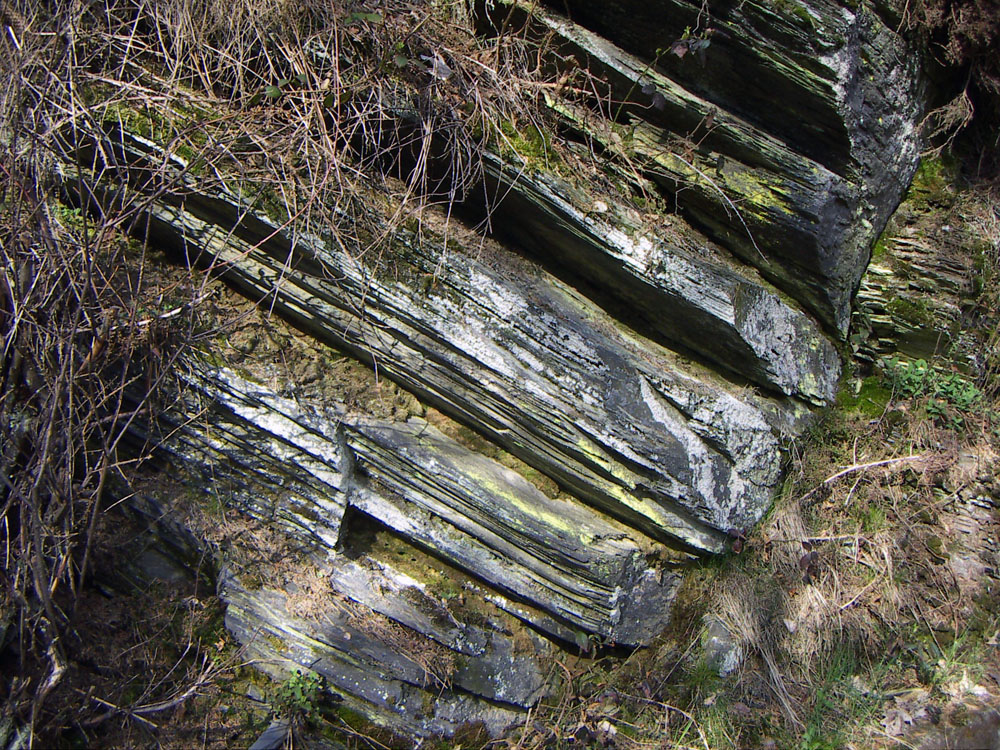
Tonschiefer mit ausgebildeten Schieferflächen

Die Schieferung ist ein Merkmal, das viele metamorphe Gesteine aufweisen.

## Eigenschaften
Ähnlich der Schichtung der Sedimentite ist die Schieferung eine lagige (planare) Textur des Gesteins. Im Gegensatz zur Schichtung ist die Schieferung jedoch kein Ergebnis eines Ablagerungsprozesses, sondern wird vielmehr durch tektonische Vorgänge hervorgerufen, die das Gestein mit hohem Druck und Temperatur beeinflussen. Schieferungsflächen müssen nicht zwangsläufig parallel zu vorhandenen Sedimentationsebenen verlaufen. Im Falle ihrer nichtparallelen Anordnung spricht man von Transversalschieferung.
Minerale, die sehr stark zur Ausbildung von flächigen Strukturen neigen (zum Beispiel Glimmer, Tonminerale, Vertreter der Chloritgruppe), regeln sich unter dem gerichteten Druck des Metamorphoseprozesses so ein, dass die Bereiche größten Kristallwachstums, nämlich die Kanten, dem geringsten Druck ausgesetzt sind, da dies für das Kristallwachstum energetisch am günstigsten ist. Die größten Flächen dieser Minerale stehen daher senkrecht zur Richtung des gerichteten Drucks. Die auf diese Weise entstandenen Schieferungsflächen bilden in vielen Gesteinen infolge weiterer mechanischer Einwirkungen ein System von Kluftflächen, das die Stabilität des betroffenen Gesteinskörpers erheblich beeinflussen kann. Dieser Umstand besitzt geotechnische und technische Bedeutung.
Eine Schieferung tritt in manchen metamorphen Gesteinen auf, vor allem in Schiefern. Vereinzelt weisen Marmore, teilweise solche die als Cipollino bezeichnet werden, diese Eigenschaft auf. 
Weist der Aufbau im Gestein wechselnde Lagen deutlich unterschiedlicher Zusammensetzung auf, so spricht man eher von einer Bänderung. Sie findet sich vor allem bei höhergradig metamorphen Gesteinen.